# Araki Sho
Sho Araki (荒木 翔 Araki Shō, sinh ngày 25 tháng 8 năm 1995) là cầu thủ bóng đá người Nhật Bản.

## Sự nghiệp thi đấu
Araki sinh ngày 25 tháng 8 năm 1995 tại tỉnh Kanagawa. Sau khi tốt nghiệp Đại học Kokushikan, anh gia nhập câu lạc bộ tại J2 League Ventforet Kofu năm 2018.